# Kolarstwo na Igrzyskach Śródziemnomorskich 2022
Kolarstwo na Igrzyskach Śródziemnomorskich 2022 – zawody kolarskie w ramach Igrzysk Śródziemnomorskich 2022, które odbyły się w dniach od 30 czerwca do 2 lipca 2022 w Oranie.
W programie Igrzysk Śródziemnomorskich 2022 spośród dyscyplin kolarskich znalazły się tylko konkurencje kolarstwa szosowego – rywalizacja w jeździe indywidualnej na czas oraz wyścig ze startu wspólnego zarówno kobiet, jak i mężczyzn.

## Medaliści

### Mężczyźni
| Wyścig                                  | Złoto        | Srebro       | Brąz                | Źródło |
| --------------------------------------- | ------------ | ------------ | ------------------- | ------ |
| jazda indywidualna na czas (30 czerwca) | Rafael Reis  | Enzo Paleni  | Ognjen Ilić         | [ 2 ]  |
| start wspólny (2 lipca)                 | Paul Penhoët | Ewen Costiou | Valentin Retailleau | [ 3 ]  |

### Kobiety
| Wyścig                                  | Złoto             | Srebro         | Brąz            | Źródło |
| --------------------------------------- | ----------------- | -------------- | --------------- | ------ |
| jazda indywidualna na czas (30 czerwca) | Vittoria Guazzini | Eugenia Bujak  | Cédrine Kerbaol | [ 4 ]  |
| start wspólny (2 lipca)                 | Barbara Guarischi | Daniela Campos | Sandra Alonso   | [ 5 ]  |

## Klasyfikacja medalowa
| Miejsce | Reprezentacja | Złoto | Srebro | Brąz | Razem |
| ------- | ------------- | ----- | ------ | ---- | ----- |
| 1       | Włochy        | 2     | 0      | 0    | 2     |
| 2       | Francja       | 1     | 2      | 2    | 5     |
| 3       | Portugalia    | 1     | 1      | 0    | 2     |
| 4       | Słowenia      | 0     | 1      | 0    | 1     |
| 5       | Hiszpania     | 0     | 0      | 1    | 1     |
| 5       | Serbia        | 0     | 0      | 1    | 1     |
| Razem   | Razem         | 4     | 4      | 4    | 12    |